# Davide Viganò
Davide Viganò (Carate Brianza, 12 de juny del 1984) fou un ciclista italià, professional del 2005 al 2016. Abans de fitxar per l'equip belga Quick Step, va passar per l'equip italià Androni Giocattoli-3C Casalinghi, on va estar només fins al juliol de l'any 2005.
En el seu palmarès destaca una victòria d'etapa a la Volta a Portugal de 2014, i la general a la Volta a Eslovàquia de 2015.

## Palmarès
- 2012
  - Campió d'Europa de Derny
- 2014
  - Vencedor d'una etapa a la Volta a Portugal
- 2015
  - 1r a la Volta a Eslovàquia i vencedor d'una etapa
  - Vencedor d'una etapa a la Volta a Portugal
- 2016
  - Vencedor d'una etapa al Sibiu Cycling Tour

### Resultats a la Volta a Espanya
- 2006. 117è de la classificació general
- 2007. 130è de la classificació general
- 2008. 93è de la classificació general
- 2009. Abandona (13a etapa)
- 2011. 142è de la classificació general

### Resultats al Giro d'Itàlia
- 2009. 156è de la classificació general
- 2011. No surt (5a etapa)

### Resultats al Tour de França
- 2012. Abandona (6a etapa)